# 忌むべき十年間

スペイン王国
Reino de España (スペイン語)

国の標語: Plus Ultra（ラテン語）
更なる前進国歌: Marcha Real（スペイン語）
国王行進曲
スペインとその植民地（1823年）

忌むべき十年間（いむべきじゅうねんかん、カスティーリャ語：Década Ominosa）は、スペイン王フェルナンド7世の治世のうち最後の10年間を指す言葉で、1823年10月1日の1812年憲法廃止から1833年9月29日のフェルナンド7世の死までの期間である。

## 背景
スペインが半島戦争に勝利してナポレオンの支配から解放された後、フェルナンド7世が国王に即位した。彼は1814年3月24日にスペインに帰還し、自由主義憲法である1812年憲法を真っ先に廃止した。その後、同年5月10日にはスペイン議会の両院が解散させた。
これは、自由主義に対する厳しい弾圧の始まりに過ぎず、これに反発する形で軍事蜂起が相次いだ。最初の蜂起は、1820年1月にラファエル・デル・リエゴ将軍によって起こされた。これにより国王はカディス憲法の復活を余儀なくされ、1820年3月10日、マドリードでの式典において憲法への厳粛な宣誓が行われた。こうして「自由主義の三年間（Liberal Triennium）」が始まり、フェルナンド7世は主要な絶対主義的制度や特権の崩壊を目の当たりにするとともに、議会の大多数が急進化していくのを見守ることになった。
しかし、フェルナンド7世は反動的な目標を捨ててはおらず、1814年のウィーン会議で成立した神聖同盟に援助を求めた。この同盟は、ヨーロッパの主要な絶対君主国が、いずれかの国で民主主義革命が起こった際に互いに支援し合うことを約束したものだった。1823年4月7日、フランスはスペインへ遠征軍を派遣し、アングレーム公ルイ・アントワーヌが率いる「聖王ルイの10万の息子たち（Los Cien Mil Hijos de San Luis）」と呼ばれる軍団がスペインに侵攻した。
1823年5月24日、ルイ・アントワーヌはマドリードに入城し歓迎を受けたが、その時点で自由主義者たちは既にマドリードを放棄し、商業都市カディスに逃れていた。また、フェルナンド7世も囚われの身となり、カディスに連行された。
この地で民主的なコルテスが開かれ、国王の廃位が宣言された。しかし、フランス軍はカディスを包囲し、1823年8月31日に起こったトルカデロの戦いで自由主義者たち破り、次いでカディスを占領してフェルナンド7世を釈放した。

## 歴史

### 反動的な復位

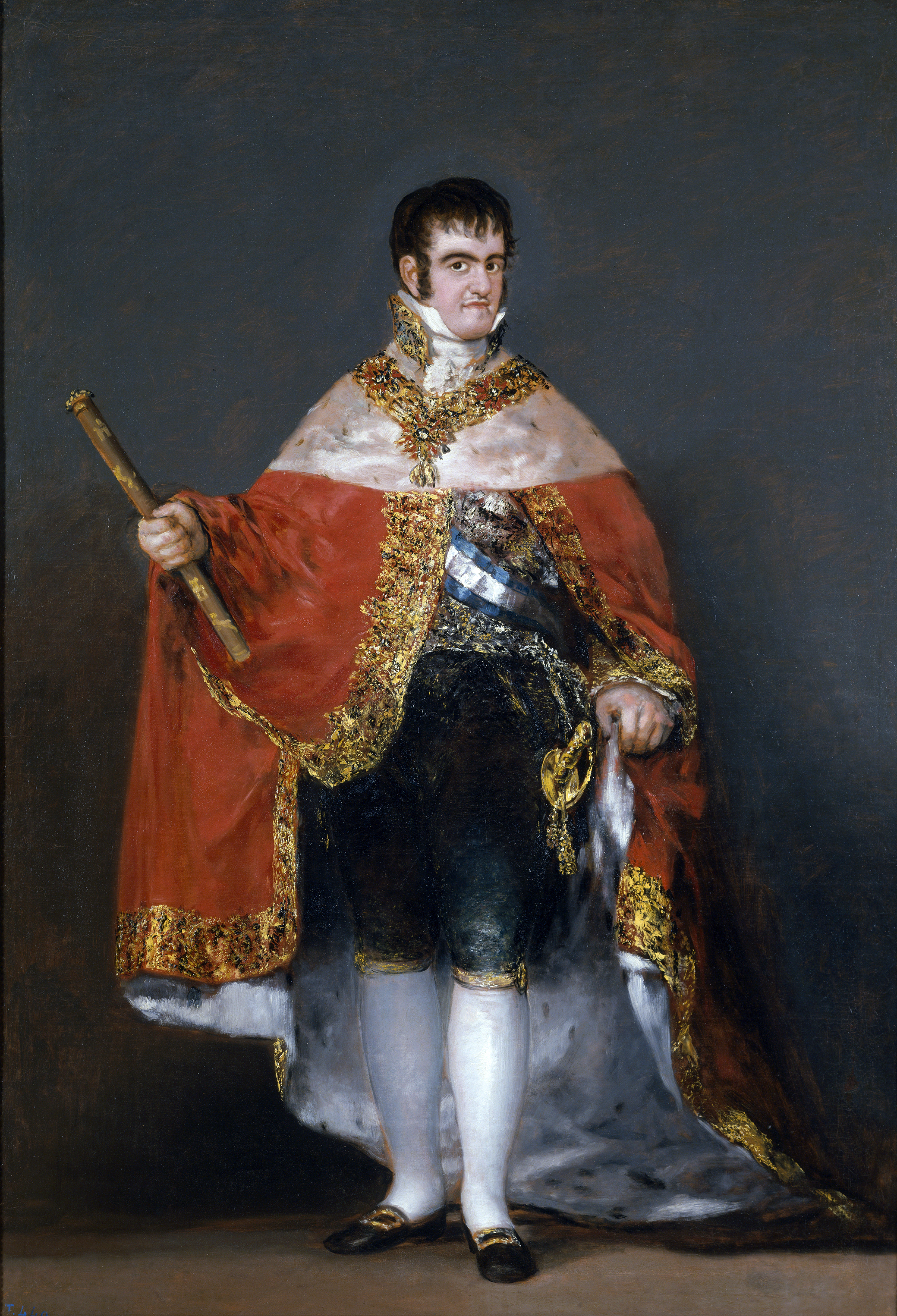
フェルナンド7世（フランシスコ・デ・ゴヤ画）

フェルナンド7世が復位した後、彼は敵対勢力の弾圧に力を入れたため、「忌むべき十年間」として知られる治世の時代が始まった。自由主義派の多くは国外は逃れ、ロンドン（ナポレオン戦争での貢献を理由にイギリス政府から金銭的援助を受けた者もいた）、パリ、マルタ、アメリカ、あるいは新たに独立を宣言した南アメリカの共和国に逃亡した。これらの国々に対し、スペインの自由主義政府はフェルナンド7世よりも遥かに友好的な姿勢を取っていた。一方で、逃げ延びることができなかった者は惨殺された。例えば、革命の象徴的存在であったデル・リエゴは、1823年11月7日にマドリードのセバダ広場で絞首刑に処された。
厳しい言論統制が復活し、大学は完全に古風で反動的な制度へと再編された。この改革は、当時の司法大臣フランシスコ・タデオ・カロマルデのもとで行われた。彼は反対勢力を弾圧し、イエズス会（18世紀末にブルボン家によって違法とされた）や修道院などの旧制度を復活させた。フランス軍は引き続きスペインに駐留し、事実上の占領軍として機能した。しかし、この軍の維持には膨大な費用がかかり、自由主義政府のもとで既に疲弊していたスペイン財政をさらに圧迫した。また、南アメリカでの独立運動による財政損失も追い打ちをかけた。
さらに、スペイン軍内部の不満を煽る要因となったのは、立憲内閣崩壊直後の1823年に、フェルナンド7世が王党派義勇軍を創設したことだった。これは、自由主義勢力を直接弾圧するための国王直属の私兵組織であった。1826年には、その規模は約20万人に達し、そのうち半数が486の歩兵大隊、20の砲兵中隊、52の騎兵中隊、および一部の工兵部隊に編成された。

### 政情不安
この10年間は、1831年12月11日のトリホスの蜂起（イギリスの自由主義派の資金援助によって起きたもの）をはじめ、暴動や革命未遂が後を絶たなかった。フェルナンド7世の政策は、自由主義派だけでなく、保守派の不満も引き起こした。1827年にはカタルーニャで反乱が勃発し、その後バレンシア、アラゴン、バスク、アンダルシアへと拡大した。これらの反乱は極端な反動主義者たちによって煽動されたもので、彼らはフェルナンド7世の復古政策が生ぬるく、とりわけ異端審問の復活に失敗したと考えていた。この戦いは「不満者たちの戦争」と呼ばれ、約3万人の反乱軍がカタルーニャの大部分と北部地域の一部を支配し、さらには自治政府まで樹立した。フェルナンド7世は自ら事態の鎮圧に乗り出し、タラゴナへ移動して反乱を抑え込んだ。彼は恩赦を約束したが、反乱軍が降伏すると指導者たちを処刑し、多くの者をフランスへ追放した。
さらに政情を不安定にしたのは、1830年3月31日、フェルナンド7世が「国事詔書」を公布したことだった。これはもともと1789年に父であるカルロス4世によって承認されていたが、長らく公表されていなかった。この詔書により、スペイン王位の男子継承者がいない場合、女子による王位継承が可能になった。フェルナンド7世には2人の娘しかおらず、その長女が1830年10月に誕生した後の女王イサベル2世であった。またこの詔書により、フェルナンド7世の弟であるモリナ伯カルロスが王位継承者から排除されることになった。

### フェルナンド7世の病気と死
晩年、フェルナンド7世は深刻な病に襲われ、自身の政務を取り仕切ることができなくなった。そこで、彼の若き王妃であるマリア・クリスティーナが摂政となった。もう一人の王位継承候補であるカルロスは絶対王政の推進派だと考えられていたため、マリア・クリスティーナはカルロスの支持者（カルリスタ）に対抗するために国内の自由主義者に近づいた。その支持者はクリスティーノスと呼ばれた。
しかし、彼女の政策はカルリスタとの軋轢を深めることとなった。1833年にフェルナンド7世が亡くなると、1830年の国事詔書に基づいて娘のイサベルが女王として即位した。カルロスは、サリカ法典では女性の王位継承権は認められていないとして反発し、自身を「カルロス5世」と名乗り自らが正当な王位継承者であると宣言した。こうして、第一次カルリスタ戦争が勃発した。